# Bobby Smith Trophy
Bobby Smith Trophy je hokejová trofej, která je každoročně udělována hráči v lize Ontario Hockey League, který dokázal nejlépe zkombinovat, jak sportovní, tak i studentské úspěchy. Trofej je pojmenovaná po Bobby Smithovi, bývalém hokejistovi Ottawy 67's. Vítěze této trofeje určují jak výchovní poradci, tak skauti NHL.

## Vítězové Bobby Smith Trophy
- 2017-18 Barrett Hayton Sault Ste. Marie Greyhounds
- 2016-17 Alexandr Čmelevskij, Ottawa 67's
- 2015-16 Nicolas Hague, Mississauga Steelheads
- 2014-15 Connor McDavid, Erie Otters
- 2013-14 Connor McDavid, Errie Otters
- 2012-13 Darnell Nurse, Sault Ste. Marie Grayhounds
- 2011-12 Adam Pelech, Erie Otters
- 2010-11 Dougie Hamilton, Niagara IceDogs
- 2009-10 Erik Gudbranson, Kingston Frontenacs
- 2008–09 Matt Duchene, Brampton Battalion
- 2007–08 Ryan Ellis, Windsor Spitfires
- 2006–07 Steven Stamkos, Sarnia Sting
- 2005–06 Danny Battochio, Ottawa 67's
- 2004–05 Richard Clune, Sarnia Sting
- 2003–04 Scott Lehman, Toronto St. Michael's Majors
- 2002–03 Dustin Brown, Guelph Storm
- 2001–02 Dustin Brown, Guelph Storm
- 2000–01 Dustin Brown, Guelph Storm
- 1999–00 Brad Boyes, Erie Otters
- 1998–99 Rob Zepp, Plymouth Whalers
- 1997–98 Manny Malhotra, Guelph Storm
- 1996–97 Jake McCracken, Sault Ste. Marie Greyhounds
- 1995–96 Boyd Devereaux, Kitchener Rangers
- 1994–95 Jamie Wright, Guelph Storm
- 1993–94 Ethan Moreau, Niagara Falls Flyers
- 1992–93 Tim Spitzig, Kitchener Rangers
- 1991–92 Nathan LaFayette, Cornwall Royals
- 1990–91 Nathan LaFayette, Cornwall Royals
- 1989–90 Ryan Kuwabara, Ottawa 67's
- 1988–89 Brian Collinson, Toronto Marlboros
- 1987–88 Darrin Shannon, Windsor Spitfires
- 1986–87 John McIntyre, Guelph Platers
- 1985–86 Chris Clifford, Kingston Canadians
- 1984–85 Craig Billington, Belleville Bulls
- 1983–84 Scott Tottle, Peterborough Petes
- 1982–83 Dave Gagner, Brantford Alexanders
- 1981–82 Dave Simpson, London Knights
- 1980–81 Doug Smith, Ottawa 67's
- 1979–80 Steve Konroyd, Oshawa Generals